# La Tour-Saint-Gelin
La Tour-Saint-Gelin là một xã thuộc tỉnh Indre-et-Loire trong vùng Centre-Val de Loire ở miền trung nước Pháp.